# Nati nel 2003/Agosto
| Questa pagina contiene informazioni ricavate automaticamente dalle voci biografiche con l'ausilio del template Bio e di un bot. L'aggiornamento è periodico e automatico e ricostruisce completamente la pagina. Se manca una persona in questa lista, sei pregato di non aggiungerla, ma accertati piuttosto che la sua voce biografica contenga il template Bio e che i dati anagrafici siano correttamente compilati. Se il template Bio manca, inseriscilo tu stesso o, in alternativa, metti l'avviso {{tmp\|Bio}} che ne segnala la mancanza. Se i dati riportati sono sbagliati, correggi direttamente la voce biografica; le modifiche saranno visibili in questa lista entro pochi giorni. Per chiarimenti vedi il progetto biografie. La lista contiene solo le 143 persone che sono citate nell'enciclopedia e per le quali è stato implementato correttamente il template Bio. Pagina aggiornata al 18 ago 2025. |

- 1º agosto - Gabrijel Cvanciger, pallavolista croato
- 1º agosto - Matthew Golden, giocatore di football americano statunitense
- 1º agosto - Məhəmməd Muradlı, scacchista azero
- 3 agosto - Dylan Bibic, pistard e ciclista su strada canadese
- 3 agosto - Anthony Descotte, calciatore belga
- 3 agosto - José Alfredo Flores, calciatore boliviano
- 3 agosto - Derrick Harmon, giocatore di football americano statunitense
- 3 agosto - Fabio Miretti, calciatore italiano
- 4 agosto - Anastasija Bačyns'ka, ginnasta ucraina
- 4 agosto - Mason Burstow, calciatore inglese
- 4 agosto - William Osula, calciatore danese
- 4 agosto - Marko Milovanović, calciatore serbo
- 4 agosto - Michał Pomorski, ciclista su strada polacco
- 4 agosto - Lucas Puyol, calciatore uruguaiano
- 4 agosto - Maestro, calciatore angolano
- 5 agosto - Lucas Gourna-Douath, calciatore francese
- 5 agosto - Arquímides Ordóñez, calciatore guatemalteco
- 6 agosto - Jaime Faria, tennista portoghese
- 6 agosto - Maxwell Hairston, giocatore di football americano statunitense
- 6 agosto - Eduard Hallberg, sciatore alpino finlandese
- 6 agosto - Jonathan Kulow, nuotatore statunitense
- 6 agosto - Mario Mitaj, calciatore greco
- 6 agosto - Luca Nardi, tennista italiano
- 6 agosto - Patrick Sammon, nuotatore statunitense
- 6 agosto - Carlos Álvarez Rivera, calciatore spagnolo
- 7 agosto - Benjamin Boos, pistard e ciclista su strada tedesco
- 7 agosto - Álvaro Díaz, pilota motociclistico spagnolo
- 7 agosto - Anastasia Gorbenko, nuotatrice israeliana
- 7 agosto - Félix Lemaréchal, calciatore francese
- 7 agosto - Julián Palacios, calciatore colombiano
- 7 agosto - Julianna Tunyc'ka, slittinista ucraina
- 8 agosto - Nina Corradini, ex ginnasta italiana
- 8 agosto - Valentín Gauthier, calciatore uruguaiano
- 8 agosto - Aleksandr Kovalenko, calciatore russo
- 8 agosto - Artemijus Tutyškinas, calciatore lituano
- 8 agosto - Jonas Urbig, calciatore tedesco
- 9 agosto - Théo Magnin, calciatore svizzero
- 10 agosto - Cristina Arámbula, nuotatrice artistica spagnola
- 10 agosto - Elena Battistini, calciatrice italiana
- 10 agosto - Fin Conchie, calciatore neozelandese
- 10 agosto - Leonardo Farah Shahin, calciatore libanese
- 10 agosto - Illja Kovtun, ginnasta ucraino
- 10 agosto - Lucía Varela, pallavolista spagnola
- 10 agosto - Luca Vincini, cestista italiano
- 12 agosto - Miguel Ángel Beltre, calciatore dominicano
- 12 agosto - Martín Luciano, calciatore argentino
- 12 agosto - Lilli Purtscheller, calciatrice austriaca
- 12 agosto - Mateo Tanlongo, calciatore argentino
- 13 agosto - Morice Abraham, calciatore tanzaniano
- 13 agosto - Chiara Francia, attrice argentina
- 13 agosto - Ignacio Maestro Puch, calciatore argentino
- 13 agosto - Lūkass Vapne, calciatore lettone
- 14 agosto - Kaleb Johnson, giocatore di football americano statunitense
- 14 agosto - Kornelia Lesiewicz, velocista polacca
- 14 agosto - Xavier McKeever, fondista canadese
- 14 agosto - Chiara Tarantino, nuotatrice italiana
- 15 agosto - Al-Hashmi Al-Hussain, calciatore qatariota
- 15 agosto - Anna, rapper italiana
- 15 agosto - Alban Elezi Cannaferina, sciatore alpino francese
- 15 agosto - Denzell García, calciatore messicano
- 15 agosto - Juanlu Sánchez, calciatore spagnolo
- 16 agosto - Iván Romeo, ciclista su strada spagnolo
- 17 agosto - Brayan Alcócer, calciatore venezuelano
- 17 agosto - Rayan Cherki, calciatore francese
- 17 agosto - Melchie Dumornay, calciatrice haitiana
- 17 agosto - The Kid Laroi, cantautore, rapper e produttore discografico australiano
- 17 agosto - Cam Little, giocatore di football americano statunitense
- 17 agosto - Shin'ya Nakano, calciatore giapponese
- 17 agosto - Renne Rivas, calciatore venezuelano
- 17 agosto - Nastasja Schunk, tennista tedesca
- 17 agosto - Fredrik Sjøvold, calciatore norvegese
- 17 agosto - Riku Yamane, calciatore giapponese
- 18 agosto - Max Charles, attore e doppiatore statunitense
- 18 agosto - Mar'jan Faryna, calciatore ucraino
- 18 agosto - Arianne Forget, sciatrice alpina canadese
- 18 agosto - Sankalp Gupta, scacchista indiano
- 18 agosto - Umarali Rahmonaliyev, calciatore uzbeko
- 18 agosto - Petar Ratkov, calciatore serbo
- 18 agosto - Youri Regeer, calciatore olandese
- 18 agosto - Gerónimo Rivera, calciatore argentino
- 18 agosto - Kai Taylor, nuotatore australiano
- 18 agosto - Gyan de Regt, calciatore olandese
- 19 agosto - Jacques Ekomié, calciatore gabonese
- 19 agosto - Francesco Gheghi, attore italiano
- 19 agosto - Tristan Güther, giocatore di football americano tedesco
- 19 agosto - Solomon Bonnah, calciatore olandese
- 19 agosto - Bahattin Sofuoğlu, pilota motociclistico turco
- 19 agosto - Steele Stebbins, attore statunitense
- 19 agosto - Kacper Trelowski, calciatore polacco
- 20 agosto - Andre Brooks, calciatore inglese
- 20 agosto - Rodrigo Chagas, calciatore uruguaiano
- 20 agosto - Gabriele del Belgio, principe belga
- 20 agosto - Harold Osorio, calciatore salvadoregno
- 20 agosto - Théo Pourchaire, pilota automobilistico francese
- 20 agosto - Nikola Šaranović, cestista serbo
- 20 agosto - Luca Serio, nuotatore italiano
- 21 agosto - Youssef Amyn, calciatore iracheno
- 21 agosto - Bae Jun-ho, calciatore sudcoreano
- 21 agosto - Facundo Bernal, calciatore uruguaiano
- 21 agosto - Adrián Huertas, pilota motociclistico spagnolo
- 21 agosto - Alex Scott, calciatore inglese
- 22 agosto - Taha Altıkardeş, calciatore turco
- 22 agosto - Matéo Degrumelle, calciatore tahitiano
- 24 agosto - Juraj Badelj, calciatore croato
- 24 agosto - Alëna Kostornaja, pattinatrice artistica su ghiaccio russa
- 24 agosto - Dion Krasniqi, calciatore svedese
- 24 agosto - Jalen Neal, calciatore statunitense
- 24 agosto - Fernando Álvarez, calciatore colombiano
- 25 agosto - Nargiza Bolatova, nuotatrice artistica kazaka
- 25 agosto - Denis Corthay, sciatore alpino svizzero
- 25 agosto - Brian Gabriel Flores, calciatore portoricano
- 25 agosto - Iñaki Godoy, attore messicano
- 25 agosto - A.J. Griffin, ex cestista statunitense
- 26 agosto - Paxten Aaronson, calciatore statunitense
- 26 agosto - Nanoka Hara, attrice giapponese
- 26 agosto - Trevor Keels, cestista statunitense
- 26 agosto - Isa Sakamoto, calciatore giapponese
- 26 agosto - Jaylen Wells, cestista statunitense
- 27 agosto - Diego Abreu, calciatore uruguaiano
- 27 agosto - Anniina Ahtosalo, ciclista su strada e ciclocrossista finlandese
- 27 agosto - Federica D'Auria, calciatrice italiana
- 27 agosto - Christophe Kabongo, calciatore ceco
- 27 agosto - Alexis Lebrun, tennistavolista francese
- 28 agosto - Nelson Abbey, calciatore inglese
- 28 agosto - Isak Frey, biatleta norvegese
- 28 agosto - Sananda Fru, cestista tedesco
- 28 agosto - Emma Johansson, cestista svedese
- 28 agosto - Michael Rataj, cestista tedesco
- 28 agosto - Quvenzhané Wallis, attrice statunitense
- 28 agosto - Nate Wiggins, giocatore di football americano statunitense
- 29 agosto - Diogo Batista, calciatore brasiliano
- 29 agosto - Ömer Faruk Beyaz, calciatore turco
- 29 agosto - Gábor Vas, calciatore ungherese
- 30 agosto - Nicolò Demiliani, canottiere italiano
- 30 agosto - Spencer Drever, attore canadese
- 30 agosto - Yasmin Finney, attrice britannica
- 30 agosto - Philipp Gassner, calciatore liechtensteinese
- 30 agosto - Santiago Homenchenko, calciatore uruguaiano
- 30 agosto - Matĕj Jurasék, calciatore ceco
- 30 agosto - Alessandro Romele, ciclista su strada italiano
- 31 agosto - Santiago Díaz, calciatore uruguaiano
- 31 agosto - Beau Leroux, calciatore statunitense
- 31 agosto - Ignacio Sosa, calciatore uruguaiano